# Балад (Ирак)
Балад (араб. بلد‎) — город в центральной части Ирака, на территории мухафазы Салах-эд-Дин. Административный центр одноимённого округа.

## Географическое положение
Город находится в юго-восточной части мухафазы, в правобережной части долины реки Тигр. Абсолютная высота — 52 метра над уровнем моря.

Балад расположена на расстоянии приблизительно 75 километров к юго-востоку от Тикрита, административного центра провинции и на расстоянии 70 километров к северо-северо-западу (NNW) от Багдада, столицы страны.

## Население
По данным последней официальной переписи 1965 года, население составляло 11 978 человек.
Динамика численности населения города по годам:
| 1965   | 2007   | 2015   |
| ------ | ------ | ------ |
| 11 978 | 56 401 | 80 000 |

## Террористический акт 26 июня 2012 года
26 июня 2012 года в районе местного рынка произошло три взрыва. В результате 8 человек погибло и 38 получили ранения.